# 宮城県を舞台とした作品一覧
宮城県を舞台とした作品一覧（みやぎけんをぶたいとしたさくひんいちらん）では、宮城県内をモチーフもしくはロケーションとした小説、古典、ドラマ、映画、漫画アニメーションについて記述する。

## 文芸作品（小説・古典・随筆・紀行）
- 青葉繁れる（井上ひさし）
- 青葉城恋歌殺人事件（広山義慶）
- 赤い殺意（藤原審爾）
- アヒルと鴨のコインロッカー（伊坂幸太郎）
- ア・ルース・ボーイ（佐伯一麦）
- 命のバトン 津波を生き抜いた牛の物語（堀米薫）
- 祈りの幕が下りる時（東野圭吾）
- 美しい星（三島由紀夫）
- 海べの文庫 命がつなぐ物語（堀米薫）
- 駅に佇つ人（夏樹静子）
- エスケイプ/アブセント（絲山秋子）
- 奥州後三年記
- 奥の細道
- 男たちは北へ（風間一輝）
- お迎えに上がりました 5（竹林七草）
- 街道をゆく26（司馬遼太郎）
- 風の視線（松本清張）
- 風の陣（高橋克彦）
- 片倉小十郎景綱（近衛龍春）
- 希望の海 仙河海寂景（熊谷達也）
- 境界線（中山七里）
- 郷里松島への長き旅路（西村京太郎）
- 黒の七夕（樋口京輔）
- 気仙沼ミラクルガールズ（五十嵐貴久）
- ゴールデンスランバー（伊坂幸太郎）
- 殺しの双曲線（西村京太郎）
- 最後の奇跡（青山圭秀）
- 殺人行おくのほそ道（松本清張）
- 砂漠（伊坂幸太郎）
- 潮の音、空の青、海の色（熊谷達也）
- ジャガーになった男（佐藤賢一）
- 重力ピエロ（伊坂幸太郎）
- ストーリー311
- 仙山線殺人事件（津村秀介）
- 仙山線秘境駅の少女（西村京太郎）
- 仙石線殺人事件（西村京太郎）
- 仙台・青葉殺人事件（西村京太郎）
- 仙台駅殺人事件（西村京太郎）
- 仙台学
- 仙台鳴子殺人旅行（山口香）
- 仙台藩勤王風雲記（近江静雄）
- 仙台ぐらし（伊坂幸太郎）
- 惜別（太宰治）
- 仙台の影絵（津村秀介）
- 仙台マニラ殺意の潮流（生田直親）
- 伊達三代記（小川由秋）
- 伊達成実（近衛龍春）
- 伊達騒動殺人事件欧州八百年黄金伝説（中津文彦）
- 伊達政宗（山岡荘八）
- 伊達政宗（海音寺潮五郎）
- 超鋼女セーラ（寺田とものり）
- 東京・松島殺人ルート（西村京太郎）
- 東北三大祭り殺人事件（木谷恭介）
- 独眼竜の涙（赤木駿介）
- 独眼竜政宗（津本陽）
- 独眼竜政宗秘話殺人事件（木谷恭介）
- 「独眼竜」野望の殺人（中津文彦）
- 常野物語（恩田陸）
- 土星人襲来（増田俊也）
- 十津川警部 鳴呼こけし殺人事件（西村京太郎）
- 凪待ち（加藤正人）
- 虹色にランドスケープ（熊谷達也）
- 日本百名山（深田久弥）
- 二万パーセントのアリバイ（越谷友華）
- ハードル（青木和雄）
- 八幡太郎義家（小川由秋）
- 八幡太郎義家（谷恒生）
- はて知らずの記（正岡子規）
- 花を追え 仕立屋・琥珀と着物の迷宮（春坂咲月）
- パラサイトイブ（瀬名秀明）
- 原田甲斐（土橋治重）
- 光降る丘（熊谷達也）
- フーガはユーガ（伊坂幸太郎）
- 武神 八幡太郎義家（桜田晋也）
- ぼくらシリーズ（宗田理）
- 炎立つ（高橋克彦）
- ポラーノの広場（宮沢賢治）
- 松島・蔵王殺人事件（西村京太郎）
- 松島・作並殺人回路（梓林太郎）
- 微睡の海（熊谷達也）
- 護られなかった者たちへ（中山七里）
- みちのく紅花殺人事件（木谷恭介）
- みちのく誘拐殺次行（生田直親）
- 南小泉村（真山青果）
- 無花果日誌（若合春侑）
- 陸奥話記
- 樅ノ木は残った（山本周五郎）
- モラトリアムな季節（熊谷達也）
- 杜の都殺人事件（内田康夫）
- 杜の都マジック殺人事件（大谷羊太郎）
- リアスの子（熊谷達也）
- 竜は動かず（上田秀人）
- 我は影祐（熊谷達也）
- ライ麦パンで朝食を（桐乃乱）

## テレビドラマ
- 愛と野望の独眼竜 伊達政宗
- 青葉繁れる
- 生きたい たすけたい
- 医師・円城寺修
- 駅に佇つ人 石巻日和山殺人事件
- おかえりモネ
- 河北新報のいちばん長い日
- 岸辺露伴は動かない
- 君の手がささやいている
- さかなちゃん
- 3.11その日、石巻で何が起こったのか～6枚の壁新聞
- 十字路
- 税務調査官・窓際太郎の事件簿21
- 空は七つの恋の色
- 探偵左文字進5
- テセウスの船
- 天花
- 独眼竜政宗
- 独眼竜の野望 伊達政宗
- はね駒
- パンとあこがれ
- フリー女子アナの殺人リポート2
- 滅びのモノクローム
- 樅ノ木は残った
- 杜の都恋物語
- 44歳のチアリーダー!!
- ラジオ

## 映画
- アイネクライネナハトムジーク
- 青葉繁れる
- 青葉城の鬼
- 赤い殺意
- アヒルと鴨のコインロッカー
- 危うし!伊達六十二万石
- 石巻市立湊小学校避難所
- 磯川兵助功名
- Wake Up, Girls! 七人のアイドル
- Wake Up, Girls! 青春の影
- Wake Up, Girls! Beyond the Bottom
- ガメラ2
- ガレキとラジオ
- キングコング対ゴジラ
- 鯨捕りの海
- コーラスたい
- ゴールデンスランバー
- 三尺三五平
- 重力ピエロ
- 真珠母
- 惜別の歌
- 第五列の恐怖
- 伊達政宗
- デッドヒート
- 独眼龍政宗
- 殿、利息でござる!
- 凪待ち
- ポテチ
- ほんだら剣法
- 護られなかった者たちへ
- 緑の街
- やくざ刑事 恐怖の毒ガス
- 弥生 3月-君を愛した30年-
- ラストレター

## 漫画
- あの娘にキスと白百合を（缶乃）
- ア・ホーマンス（原作：狩撫麻礼、作画：たなか亜希夫）
- インフェクション（及川徹）
- うしおととら（藤田和日朗）
- 宇崎ちゃんは遊びたい!（丈）
- 美味しんぼ（原作：雁屋哲、作画：花咲アキラ）
- カルラ舞う!（永久保貴一）
- かんなぎ（武梨えり）
- 岸部露伴は動かない（荒木飛呂彦）
- 君の手がささやいている
- くまみこ（吉元ますめ）
- グラゼニ（原作：森高夕次、漫画：足立金太郎）
- さすらいアフロ田中（4巻のりつけ雅春）
- 呪術廻戦（芥見下々）
- ジョジョの奇妙な冒険 Part4 ダイヤモンドは砕けない（荒木飛呂彦）
- ジョジョの奇妙な冒険 Part8 ジョジョリオン（荒木飛呂彦）
- ストーリー311
- 伊達政宗（横山光輝）
- ナガサレール イエタテール（ニコ・ニコルソン）
- ねりんぐプロジェクト（藤田まぐろ）
- ハイキュー!!（古舘春一）
- パスポートブルー
- はなにあらし（古鉢るか）
- 初恋*れ〜るとりっぷ（永山ゆうのん）
- 15 明刹工業高校ラグビー部（成瀬芳貴）
- フードコートで、また明日。[1]（成家慎一郎）
- BLUE GIANT（石塚真一）
- ボールパークへようこそ（高田靖彦）
- みかん絵日記（安孫子三和）
- 辣韮の皮〜萌えろ!杜の宮高校漫画研究部〜（阿部川キネコ）

## テレビアニメ
- アイドルタイムプリパラ
- 今、ふたりの道
- Wake Up, Girls!
- Wake Up, Girls! 新章
- うぇいくあっぷがーるZOO!
- 宇崎ちゃんは遊びたい!
- うしおととら（藤田和日朗）
- 美味しんぼ
- かんなぎ (漫画)（武梨えり）
- 呪術廻戦
- ジョジョの奇妙な冒険 ダイヤモンドは砕けない
- ハイキュー!!（古舘春一）
- バクテン!!
- フードコートで、また明日。[1]
- みかん絵日記（安孫子三和）

## OVA
- 変幻退魔夜行 カルラ舞う! 仙台小芥子怨歌
- 岸部露伴は動かない

## 音楽
- ああ宮城県
- 青葉城恋唄 - さとう宗幸の楽曲。
- 秋保の宿
- 雨の仙台
- 石巻の女
- 追いかけて仙台
- 思い出の仙台
- 仙台牛タン音頭
- 仙台発かなしみ行
- 七夕哀歌 - 石原詢子の楽曲。
- 非恋草
- 松島紀行
- ミス仙台
- みちのくひとり旅 - 山本譲二の楽曲。
- 港町ブルース - 森進一の楽曲。

## ラジオドラマ
- きっと空へ行く（NHK-FM FMシアター）
- 9歳の時に （NHK-FM FMシアター）
- ジャガーになった男（NHK-FM 青春アドベンチャー）
- 繭（NHK-FM FMシアター）
- 揺れる、ひまわり（NHK-FM FMシアター）

## ゲーム
- スマガ
- 戦国BASARA
- 放課後恋愛クラブ
- Lily 白き百合の乙女たち S

## 絵画
- 宮城の晩秋（岡田謙三）